# Visby domkyrkodistrikt
Visby domkyrkodistrikt är ett distrikt i Gotlands kommun och Gotlands län. Befolkningsmässigt är distriktet landskapets/länets största.
Distriktet ligger omkring Visby.

## Tidigare administrativ tillhörighet
Distriktet inrättades 2016 och utgörs av det område som före 1971 utgjorde Visby stad som 1936 fullt ut införlivat Visby socken. 
Området motsvarar den omfattning Visby domkyrkoförsamling hade vid årsskiftet 1999/2000 och som den fick 1936 när siste delen av Visby landsförsamling införlivades.